# June Eric-Udorie
June Eric-Udorie és una escriptora i activista feminista irlandesa resident a Gran Bretanya. És periodista i bloguera per The Guardian, New Statement i Cosmopolitan. El 2016, la BBC la va incloure en la seva llista de 100 Dones «inspiradores i influents en 2016».

## Primers anys i carrera
Encara que d'ascendència nigeriana, Eric-Udorie va néixer a Irlanda i viu i treballa al Regne Unit, on es va mudar quan tenia 10 anys. Va estudiar al Downe House School de Thatcham, Berkshire.
Eric-Udorie va llançar una petició i va aconseguir que l'estudi del feminisme fos afegit al programa acadèmic dels A-Levels a Regne Unit. És membre del Grup Assessor de la Joventut de Pla UK i ambaixadora FGM per al mateix pla, amb qui fa campanya contra la mutilació genital femenina.
Eric-Udorie és l'Agent de Premsa Jove per Integrate Bristol i ha estat nominada per al premi Smart Women of the year per la revista Wired el 2015. Va ser nominada per al premi Young Commentariat de 2015 així com per al premi Words by Women i els premis Precious de lideratge. Ha estat seleccionada com a editora en pràctiques per Random House.